# Celebration Day
Celebration Day — третья песня третьего студийного альбома Led Zeppelin III (1970) британской хард-рок-группы Led Zeppelin.

## История создания
Запись была сделана в Хэдли Грэйндж. «Арендовав у Rolling Stones мобильную студию, мы смогли расслабиться, не спешить и развивать композиции во время репетиций. Нам не приходилось нервничать по поводу траты студийного времени…» — говорил Джимми Пейдж в интервью Guitar Player.
Гитарист группы рассказывал, что частично использовал здесь стандартный настрой, частично (на слайд-гитаре) — открытый A. «На концертах я обе партии играл вместе: на электрической 12-струнке», — добавлял он. Возможно, самая неожиданная деталь «Celebration Day» — это начало композиции, где звучанием муг-синтезатора искусственно перекрыт провал, образовавшийся после того, как звукоинженер случайно стёр несколько тактов партии ударных. Именно с помощью этой «заплатки» трек был «спасён» и всё-таки включён в альбом.

### Текст песни
В тексте песни Роберт Плант отразил свои первые впечатления от Нью-Йорка. В ходе концертного турне группы по США 1971 года Плант иногда объявлял песню как «The New York Song».

### Исполнение на концертах
«Celebration Day» часто исполнялась на концертах Led Zeppelin в 1971—1973 годах, группа вернулась к ней в Небуорте в 1979 году. Концертная версия была включена в саундтрек The Song Remains the Same, но не в оригинальную версию 1976 года, а в DVD (2007, на втором диске). Джимми Пэйдж исполнял «Celebration Day» во время турне с The Black Crowes в 1999 году, в совместном исполнении песня включена в альбом Live at the Greek.

## Участники записи
- Джимми Пейдж — гитара, бэк-вокал, продюсер
- Роберт Плант — вокал, губная гармошка
- Джон Пол Джонс — бас-гитара, орган, мандолина, бэк-вокал
- Джон Бонэм — барабаны, перкуссия, бэк-вокал
- Питер Грант — исполнительный продюсер
- Энди Джонс — инженер, сведение